# Кубок мира по спортивной ходьбе 2008
Кубок мира по спортивной ходьбе 2008 года прошёл 10—11 мая в городе Чебоксары (Россия). Соревнования впервые прошли на территории России. Сильнейших выявляли взрослые спортсмены и юниоры до 20 лет (1989 года рождения и моложе). Были разыграны 10 комплектов медалей (по 5 в личном и командном зачёте).
На старт вышло рекордное количество участников в истории Кубка — 430 ходоков из 53 стран мира (213 мужчин, 98 женщин, 63 юниора и 56 юниорок). Двухкилометровая трасса, на которой соревновались спортсмены, была проложена по набережной Чебоксарского залива. Здесь же пять лет назад разыгрывались медали Кубка Европы по ходьбе.
Каждая команда могла выставить до пяти спортсменов в каждый из взрослых заходов и до трёх в юниорских соревнованиях. Лучшие в командном зачёте определялись по сумме мест трёх лучших спортсменов среди взрослых и двух лучших — среди юниоров.
Кубок мира по ходьбе 2008 года стал лучшим в истории. Во всех пяти индивидуальных дисциплинах были улучшены рекорды соревнований. В ходьбе на 50 км у мужчин Денис Нижегородов установил новый мировой рекорд — 3:34.14, превзойдя предыдущее достижение австралийца Нейтана Дикса (3:35.47) на полторы минуты.
В соревнованиях спортсменов до 20 лет Алексей Барцайкин установил новый юниорский мировой рекорд на дистанции 10 км — 39.57.
Ольга Каниськина в заходе на 20 км показала время 1:25.42 и всего 1 секунду проиграла мировому рекорду другой россиянки, Олимпиады Ивановой.
Сборная России стала главным триумфатором турнира. Хозяева соревнований выиграли 9 золотых медалей из 10 возможных (позднее победа в командном первенстве на дистанции 50 км была аннулирована из-за допинговой дисквалификации). Из 15 индивидуальных призовых мест россияне взяли 9, то есть больше, чем все остальные страны вместе взятые.

## Расписание

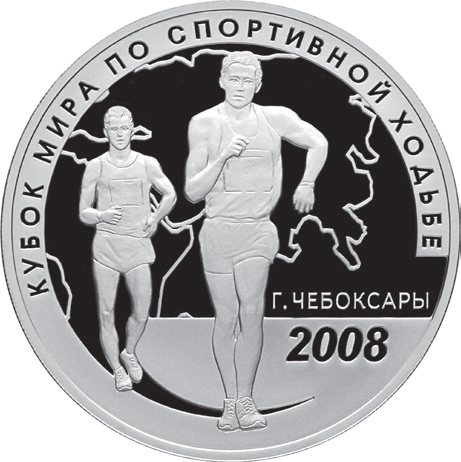
Памятная монета Банка России «Спорт: Кубок мира по спортивной ходьбе 2008 г.»

| Дата        | Время | Заход         |
| ----------- | ----- | ------------- |
| 10 мая 2008 | 11:00 | 10 км юниоры  |
| 10 мая 2008 | 12:00 | 10 км юниорки |
| 10 мая 2008 | 13:00 | 20 км мужчины |
| 11 мая 2008 | 08:00 | 50 км мужчины |
| 11 мая 2008 | 13:00 | 20 км женщины |

Время местное (UTC+3)

## Медалисты
Сокращения: WR — мировой рекорд | AR — рекорд континента | NR — национальный рекорд | WJR — мировой рекорд среди юниоров | AJR — континентальный рекорд среди юниоров | NJR — национальный рекорд среди юниоров | CR — рекорд соревнований
Курсивом выделены участники, чей результат не пошёл в зачёт команды

### Мужчины и юниоры
| Дисциплина             | Золото                                                                                        | Золото        | Серебро | Серебро      | Бронза | Бронза       |
| ---------------------- | --------------------------------------------------------------------------------------------- | ------------- | --- | ------------ | --- | ------------ |
| 20 км                  | Франсиско Хавьер Фернандес Испания                                                            | 1:18.15 CR    | Валерий Борчин Россия                                                                                                  | 1:18.21      | Эдер Санчес Мексика                                                                                                | 1:18.34      |
| 20 км (команды)        | Россия · Валерий Борчин · Илья Марков · Андрей Кривов · Сергей Бакулин                        | 11 очков      | Испания · Франсиско Хавьер Фернандес · Хуан Мануэль Молина · Бенхамин Санчес · Мигель Анхель Лопес · Франсиско Арсилья | 22 очка      | Австралия · Люк Адамс · Джаред Таллент · Крис Эриксон · Адам Раттер                                                | 47 очков     |
| 50 км                  | Денис Нижегородов Россия                                                                      | 3:34.14 WR CR | Алекс Швацер [a] Италия                                                                                                | 3:37.04 [a]  | Тронд Нюмарк [a] Норвегия                                                                                          | 3:44.59 [a]  |
| 50 км (команды)        | Италия [a] · Алекс Швацер · Марко Де Лука · Диего Кафанья · Дарио Привитера · Маттео Джуппони | 28 очков [a]  | Мексика [a] · Орасио Нава · Марио Иван Флорес · Хесус Санчес · Даниэль Гарсия · Омар Сепеда                            | 29 очков [a] | Испания [a] · Микель Одриосола · Хосе Алехандро Камбиль · Хесус Анхель Гарсия · Сантьяго Перес · Франсиско Пинардо | 30 очков [a] |
| Юниоры 10 км           | Алексей Барцайкин Россия                                                                      | 39.57 WJR CR  | Чэнь Дин Китай | 40.12        | Денис Стрелков Россия                                                                                              | 40.17        |
| Юниоры 10 км (команды) | Россия · Алексей Барцайкин · Денис Стрелков · Эдикт Хайбуллин                                 | 4 очка        | Мексика · Адриан Очоа · Клементе Гарсия · Исаак Пальма                                                                 | 23 очка      | Италия · Федерико Тонтодонати · Риккардо Маккья · Вито Ди Бари                                                     | 33 очка      |

a  23 сентября 2008 года информационные агентства сообщили о дисквалификации пяти российских ходоков в связи с положительными допинг-пробами на эритропоэтин. Среди них был Владимир Канайкин. Следы применения допинга были найдены в его пробе, взятой в рамках внесоревновательного контроля 20 апреля 2008 года. Спортсмен был дисквалифицирован Антидопинговой комиссией Всероссийской федерации лёгкой атлетики на 2 года. Его результаты после 20 апреля 2008 года были аннулированы, в том числе второе место на Кубке мира по ходьбе — 2008 на дистанции 50 км с результатом 3:36.55. Из-за дисквалификации Канайкина сборная России также лишилась победы в командном первенстве на этой дистанции.

### Женщины и юниорки
| Дисциплина              | Золото                                                                                                | Золото     | Серебро                                                                                     | Серебро  | Бронза                                                                                       | Бронза   |
| ----------------------- | --- | ---------- | ------------------------------------------------------------------------------------------- | -------- | -------------------------------------------------------------------------------------------- | -------- |
| 20 км                   | Ольга Каниськина Россия                                                                               | 1:25.42 CR | Татьяна Сибилёва Россия                                                                     | 1:26.29  | Вера Сантуш Португалия                                                                       | 1:28.17  |
| 20 км (команды)         | Россия · Ольга Каниськина · Татьяна Сибилёва · Людмила Архипова · Татьяна Шемякина · Анися Кирдяпкина | 7 очков    | Португалия · Вера Сантуш · Сусана Фейтор · Ана Кабесинья · Инеш Энрикеш · Марибел Гонсалвеш | 24 очка  | Испания · Мария Васко · Мария Хосе Повес · Беатрис Паскуаль · Росио Флоридо · Майте Гаргальо | 38 очков |
| Юниорки 10 км           | Татьяна Калмыкова Россия                                                                              | 42.44 CR   | Ирина Юманова Россия                                                                        | 43.23    | Эльмира Алембекова Россия                                                                    | 44.39    |
| Юниорки 10 км (команды) | Россия · Татьяна Калмыкова · Ирина Юманова · Эльмира Алембекова                                       | 3 очка     | Румыния · Анамария Гречану · Адриана Турня · Александра Градинариу                          | 11 очков | Колумбия · Мария дель Пилар Райо · Анлли Пинеда                                              | 18 очков |